# キョンシー

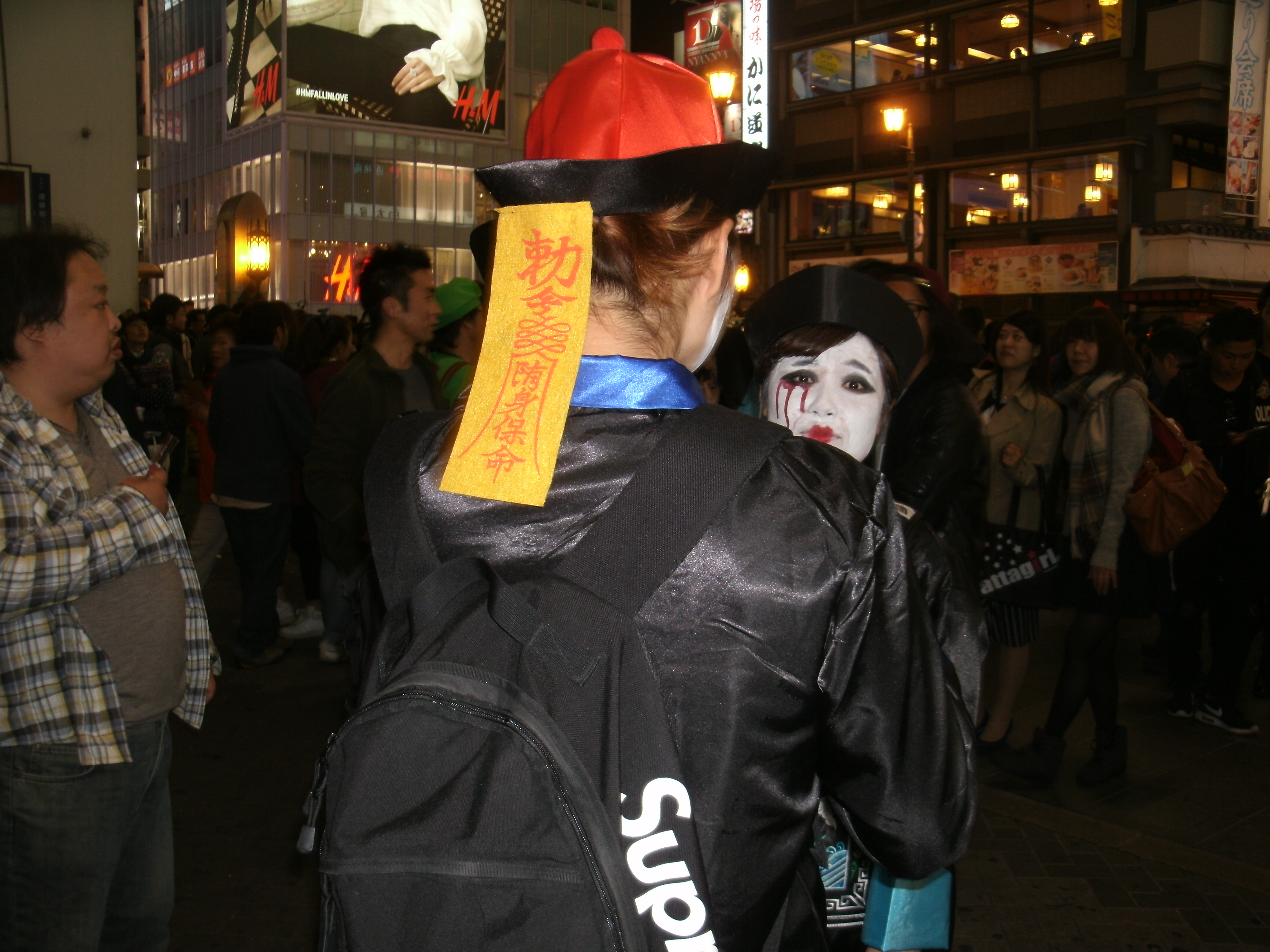
大阪のハロウィンにおける仮装のキョンシー

キョンシー（簡体字: 僵尸; 繁体字: 殭屍; 拼音: jiāngshī; 粤拼: goeng¹-si¹）は、中国の死体妖怪の一種。硬直した死体であるのに、長い年月を経ても腐乱することもなく動き回るもののことをいう。広東語読みは「キョンシー」、普通話読みは「ジャンシー」。日本語の音読みで「きょんしー」（古くは「きょうし」とも）。

## 概要
もともと中国においては、人が死んで埋葬する前に室内に安置しておくと、夜になって突然動きだし、人を驚かすことがあると昔から言われていた。それが僵尸（殭屍）である。「僵」という漢字は死体（＝尸）が硬直すると言う意味で、動いても何かの拍子ですぐまた元のように体がこわばることから名付けられた。
ミイラのように乾燥した尸体は中国でも出土しているが、これは「乾屍（）」と呼び、（妖怪としては）下位分類あるいは別種として区別される。僵尸となると尸体であるにもかかわらず一切腐敗せずに生前同様にふっくらとしていて、髪の毛も長く生えている。性格は凶暴で血に飢えた人食い妖怪である。さらに長い年月がたつと、神通力を備えて、空を飛ぶ能力などももつとされる。清朝の野史である『述異記』も湖南省の村で出たという記録を残しているが、伝説の域を出ない。
中国湖南省西部よりの出稼ぎ人の遺体を道士が故郷へ搬送する手段として、呪術で歩かせたのが始まりという伝承があり、この方法を「趕屍（）」と称する。清の徐珂『清稗類鈔』方伎類の「送尸術」では、貴州省の材木商人が林業従事者の死体を運ぶ際、先導する者と、加持符咒した水を満たした椀を持った者に付き従わせて家まで送るという。
文学作品としては明代から清代にかけて多くが存在するが、有名なもので清代の志怪小説で袁枚の『子不語』「畫工畫僵屍」他20作ちかくあり、『続子不語』第4巻、紀暁嵐の『閲微草堂筆記』、『聊斎志異』1巻の3 尸變がある。また、『西遊記』でも殭屍（僵尸）が登場し一行に三度おそいかかり、2度偽の死体を残し逃げ去り3度目に孫行者（孫悟空）の如意棒に打殺された後に「行者道 他是個潛靈作怪的僵尸 在此迷人敗本 被我打殺 他就現了本相 他那脊梁上有一行字 叫做 白骨夫人」と孫行者が僵尸であると説明し、背骨に白骨夫人という名をもつ本相をあらわした。
日本では1980年代後半から『霊幻道士』、『幽幻道士』等の映画作品が多く公開されて知られるようになり、関連商品が販売されるなどの流行を見せた。「キョンシー」という呼称は、『霊幻道士』の当時の映画配給会社、東宝東和の菅野陽介によって命名された。

## 映画・テレビでの設定
主に映画によって吸血鬼、ゾンビのイメージに当てられたキョンシー像が作り上げられているが民俗学上根拠は薄い。

### キョンシーの出現
- なんらかの事由によって風水的に正しく埋葬されていない者が、人間にある三魂七魄のうち魂がなくなり魄のみもつキョンシーになる。
- なんらかの事由によって、恨みや嫉みによってこの世を去った者が、死後も魄・怨念をもつことによりキョンシーになる。
- 符呪師や道士の符呪や儀式により、故意に埋葬されていない死体に魄を入れることによりキョンシーとなる。
- キョンシーにより傷つけられた生身の人間やキョンシーにより殺された人間もキョンシーになる。

### キョンシーの特徴

#### 身体の特徴
- 死体であるため身体は硬く、ほとんどの関節は曲がらない。基本的に生前の能力に比例して強力になる。
- 映画、テレビでは清時代の満洲族の正装である暖帽（mahala）と補褂（sabirgi kurume 官位を示す刺繍布を付けた礼服）を身に着けているが、伝承では明朝の儒者の服装の例もあるのでこれは単に昔の埋葬者のためである。この服装でも辮髪をしていない者が多いのは作品の時代設定が辮髪が行われなくなった清末期から中華民国初期のものが多いからである。作品によっては太極拳の衣装を着たキョンシーが登場している。

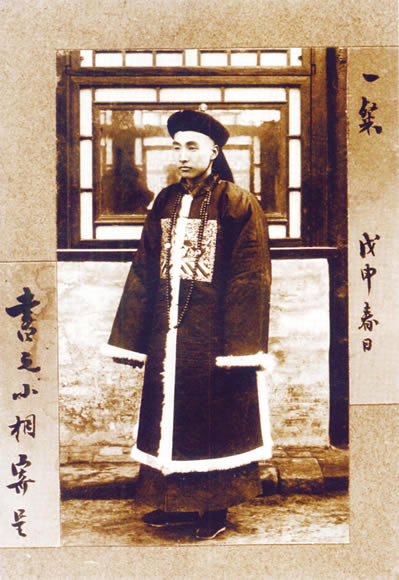
清朝末期の官僚。八旗や科挙官僚の服装であり民間の漢人は着用が禁じられていたが、死装束として死者に着せるのは黙認されていたため、死後の世界での栄達を願って着せられていた。

- 足首のみを利用して跳ねるように移動する。バランスをとるために腕を前に伸ばす。なお、『キョンシーvsくノ一』では、跳ねるように移動するのは男のキョンシーのみで、女のキョンシーは、左右の腕と足を同時に動かしてのそのそと歩くように描写されている。
- 魄が宿っているため、死体の爪が伸びている。また、幽幻道士などの映画では頭髪が伸びる現象もみられる。
- 視覚はほぼ失われている（後述する攻撃の特徴を参照）。ただし、霊幻道士シリーズ1作目で出てきたキョンシーのように視力が蘇り、道士が仕掛けた罠などを目視して回避できるようになる場合もある。
- 基本的に死体であるため腐敗臭がする。
- 日光にあたると火傷のような症状が現れたり崩れ、そのまま浴び続けると溶けたり燃えたりする。
- 夜行性であり、満月の夜は特に狂暴となる。
- 額に符が貼られていると、身動きが取れなくなる。また、道士の思い通りに動かすことができる（霊幻道士シリーズでのみコンシーと呼ばれる場合がある）。
- 自分の姿を映し出される鏡に弱く、近づけない。
- 硬直は時間とともに治るので、そのうち2足で歩いたり走ったりすることができる。
- 言葉を教えれば、少しずつ覚える。

#### 攻撃の特徴
- 生き血を求め、人間や動物の頸動脈を狙い咬み付く。伝承においては、生きているものの首をねじ切り血を飲むとされる。
- 目玉はついているが見えておらず、人間の吐く息を嗅覚で察知して襲ってくる。
- 毒素の入った爪で握ったり、刺して攻撃をする。
- 空中を飛ぶ能力を持つと、飛殭（フェイキョン）、更に力を持つと屍尢となるが、映画内での呼称は特に変わらない。
- 生死に関わらず、キョンシーに咬まれたり傷を負った者もキョンシーになる。キョンシーとなった者を霊幻道士シリーズでのみバンバンシーと呼ぶ場合がある。
- 硬直が解けた場合、そのキョンシーが生前に中国武術を得ているのならば、通常のように技を繰り出すことが可能となる。

#### 守備の特徴
- 死体であるのと同時に硬化しているため、銃剣はあまり効かない。ただし最新兵器や特殊な武器は除く。
- 冷気を口から出し、蒸気によって目くらましができる。
- 倒れても滑るように移動することができる。または体を曲げずに「起き上がりこぼし」の状態になる

### キョンシーへの対処

#### 一般の対処
- 吐く息を嗅覚で察知するため、察知されないように息を止める。ただし前歯が抜けているなどして口が開いていると口臭で察知されて襲われてしまう。
- ゆで卵や蒸す前の生のもち米を噛まれた傷に当てることで毒を緩和できる。
- 男児（童貞）の尿、黒い体毛の犬や雌鶏の血、生のもち米をかける。伝承では、米の他に赤豆、鉄が使われる。血は黒犬や黒い鶏以外の物を使うと、血の味を覚えてかえって狂暴化する。
- 噛まれたり傷を負った場合は、成長する牙や爪を削ることで凶暴性を抑えられる。
- 噛まれて絶命した者の死体を火葬することでキョンシー化を防ぐ。

#### 修行を積んだ者（道士など）の対処
- 桃の木で作った剣（桃剣）、清めた銭で作った剣（銭剣）によって物理的なダメージを与える。
- 道術を使って退治する。具体的にはキョンシーの肉体を損壊させるための技や施術。幽幻道士シリーズでは特殊霊魂と呼ばれる子供の霊魂を使役するなど。
- 符やまじないを施し符と同じ効果を与えた自分の血をキョンシーの額につけることで動きを封じる。
- 額に符が貼られたキョンシーを扱い、キョンシー同士で戦わせる。

## 霊幻道士シリーズ
『霊幻道士』はキョンシー・ブームの火付け役となった最も有名な作品。手を前方に真っ直ぐ伸ばしてピョンピョンと飛び跳ねるお馴染みのキョンシー像はここから広まった。

## キョンシーを題材にしたその他の作品

### 映画
- 霊幻少林拳（原題：茅山殭屍拳、1979年）
- 妖術秘伝・鬼打鬼（TV放映邦題：燃えよデブゴン8≪鬼打鬼≫、燃えよデブゴン≪クンフー・ゴーストバスターズ≫）（原題：鬼打鬼、1980年）
- 霊冥道士 キョンシーキッド（原題：好水的下一括、1981年）
- 精霊兄弟 キョンシーブラザース（原題：（湘西趕屍、1981年）
- 霊幻師弟 人嚇人 （原題：人嚇人、1982年）
- 霊幻追鬼（原題：追鬼七雄、1982年）
- ドラゴン特攻隊（原題：迷你特攻隊、1982年）
- 霊幻百鬼 人嚇鬼 （原題：人嚇鬼、1984年）
- ハッピー・キョンシー女子高生てんこもり（原題： 開心鬼/Happy Ghost（英語版）、1984年）
- ハッピー・キョンシー女子高生したいほうだい（原題： 開心鬼放暑暇/Happy Ghost II（英語版）、1985年）
- ドラゴンキョンシー（TV放映邦題:再来!キョンシーズ）（原題：殭屍翻生續集・大家撥財、1986年）
- キョンシー大魔王（原題：中華第一隻殭屍、1986年）
- 幽霊道士（原題：殭屍少爺、1986年）
- キョンシーアーミー 精霊師団（TV放映邦題:霊怪道士）（原題：殭屍發威、1986年）
- キョンシーアーミー2 精霊師団2（TV放映邦題:霊怪道士2）（原題：殭屍發威2、1986年）
- カンフー・ゾンビ（原題：鳥龍天師招積鬼、1986年）
- キョンシーキッズ 精霊道士（原題：精霊寶寶/殭屍怕怕、1986年）
- 復活・魔女の呪い アマゾネス・キョンシーの謎（原題：猛鬼迫人、1986年）
- 姦幻道士 どっきん!キョンシー危険な情事!（原題：暫時停止做愛、1986年）
- キョンシーグーニーズ 呪われた秘宝 （原題：屍小子、1987年）
- キョンシーvs五福星（原題：歡樂五福星、1987年）
- キョンシー・チャイルド 精霊夢童子（原題：小祖宗、1987年）
- 骸骨キョンシー（原題：艷鬼凶靈、1988年）
- ギャンブル・キョンシー 霊幻襲撃（原題：賭王千王群英會、1988年）
- リトル・キョンシー 幽霊王子（原題：幽靈王子、1988年）
- ベビーキョンシー（原題：天外天小子、1988年）
- キョンシー・クエストI 妖怪一家の大冒険（原題：殭屍 大鬧西門街、1988年）
- 激突!キョンシー小僧VS史上最強のカンフー悪魔軍団（別邦題:少林寺vs霊幻道士）（原題：Shaolin vs Vampire、1988年）
- キョンシーの大逆襲（原題：殭屍復活、1988年）
- ロボハンター 霊幻暗黒團大戦争（原題：ROBO VAMPIRE、1988年）
- ロボ道士 エルム街のキョンシー（原題：THE VAMPIRE IS ALIVE、1988年）
- 必殺!ムーンウォーク拳キョンシーマン（原題：REVENGE OF THE VAMPIRE、1988年）
- 新・キョンシーズ（原題：殭屍訓練營、1988年）
- ラスト・キョンシー（原題：哈哈小殭屍、1988年）
- キョンシー・クエストII 大霊界から来たUFO（原題：天才小殭屍、1989年）
- 鬼喰う鬼（原題：鬼咬鬼、1990年）
- オカルト・ブルース（原題：屍家重地、1990年）
- ちびっこキョンシー危機一髪（原題：殭屍福星仔、1991年）
- コイサンマン、キョンシーアフリカへ行く（DVD邦題:ブッシュマン キョンシー アフリカへ行く、原題：非洲和尚、1991年）
- キョンシーvsくの一（原題：趕屍先生（中国語版）、2001年）
- ツイ・ハークの霊戦英雄伝（原題：美麗傳説（中国語版）、殭屍大時代、2002年）
- 少林キョンシー（原題：少林殭屍、2004年）
- 幻遊伝 タイムトリッパー・幻遊伝（原題：神遊情人、田中麗奈、チェン・ボーリン主演、2006年）
- 霊幻戦士キョンシーズ（原題：殭屍新戰士/Vampire Warriors、2010年）
- キョンシー外伝 月光殺人事件（原題：新月魅影、2011年）
- キョンシー（旧題:リゴル・モルティス／死後硬直[注 2]、原題：殭屍/Rigor Mortis、2013年） 霊幻道士のリブート作品。
- 幽霊道士（原題：鬼僵生死恋、2017年） ※GYAO!で配信
- 霊幻道士 こちらキョンシー退治局（原題：救殭清道夫、英題：Vampire Cleanup Department、2017年）
- 霊幻道士Q 大蛇道士の出現!（原題：新殭屍先生2、英題：Meet Mr. Vampire、Mr.Zombie2、2018年）
- 霊幻道士Ⅹ 最強妖怪キョンシー現る（原題：至尊先生、英題：Mr.Zombie3、2019年）

### テレビドラマ
- 月曜ドラマランド『キョンシーズ 霊幻道士　今よみがえる魔界伝説！』（フジテレビ系列単発ドラマ、1987年）主演 - 間下このみ … 香港の『霊幻道士シリーズ』とは無関係。
- 来来!キョンシーズ（1988年）（本編映画『幽幻道士』のヒットを受けてTBSの出資により台湾で製作されたTVドラマ版）
- じゃあまん探偵団 魔隣組18話『瞬間キョンシー製造機』、28話『排排の逆襲』（1988年）
- 超光戦士シャンゼリオン（テレビ東京系特撮ドラマ、1996年）
- 獣拳戦隊ゲキレンジャー（テレビ朝日系特撮ドラマ、2007年）敵側の戦闘員・リンシ―のモチーフとなっている。
- 好好!キョンシーガール〜東京電視台戦記〜（テレビ東京系土曜未明の深夜ドラマ、2012年）主演 - 川島海荷

### 舞台
- 幽幻道士 キョンシーズ THE STAGE（2021年）主演 - 大西桃香、長月翠

### ゲーム
- キョンシーズ2（1987年 - タイトー ファミリーコンピュータ）
- 霊幻道士（ポニーキャニオン ファミリーコンピュータ）
- 来来キョンシーズ ベビーキョンシーのあみだ大冒険（1989年 - バンダイ ファミリーコンピュータ）
- 霊界道士（ホームデータ アーケード）
- SIMPLE2000シリーズ Vol.65 THE キョンシーパニック（ディースリー・パブリッシャー PlayStation 2）
- ヴァンパイアシリーズ（カプコン） … キョンシーのキャラクター「レイレイ」が登場する。
- キョンシー×タオシー （電動伝奇堂 同人ゲーム）
- 東方神霊廟 〜 Ten Desires.（上海アリス幻楽団 同人ゲーム）… キョンシーのキャラクター「宮古芳香」が登場する。
- スリーピングドッグス 香港秘密警察 (スクエア・エニックス) … 有料DLCのシナリオに敵としてキョンシーが登場

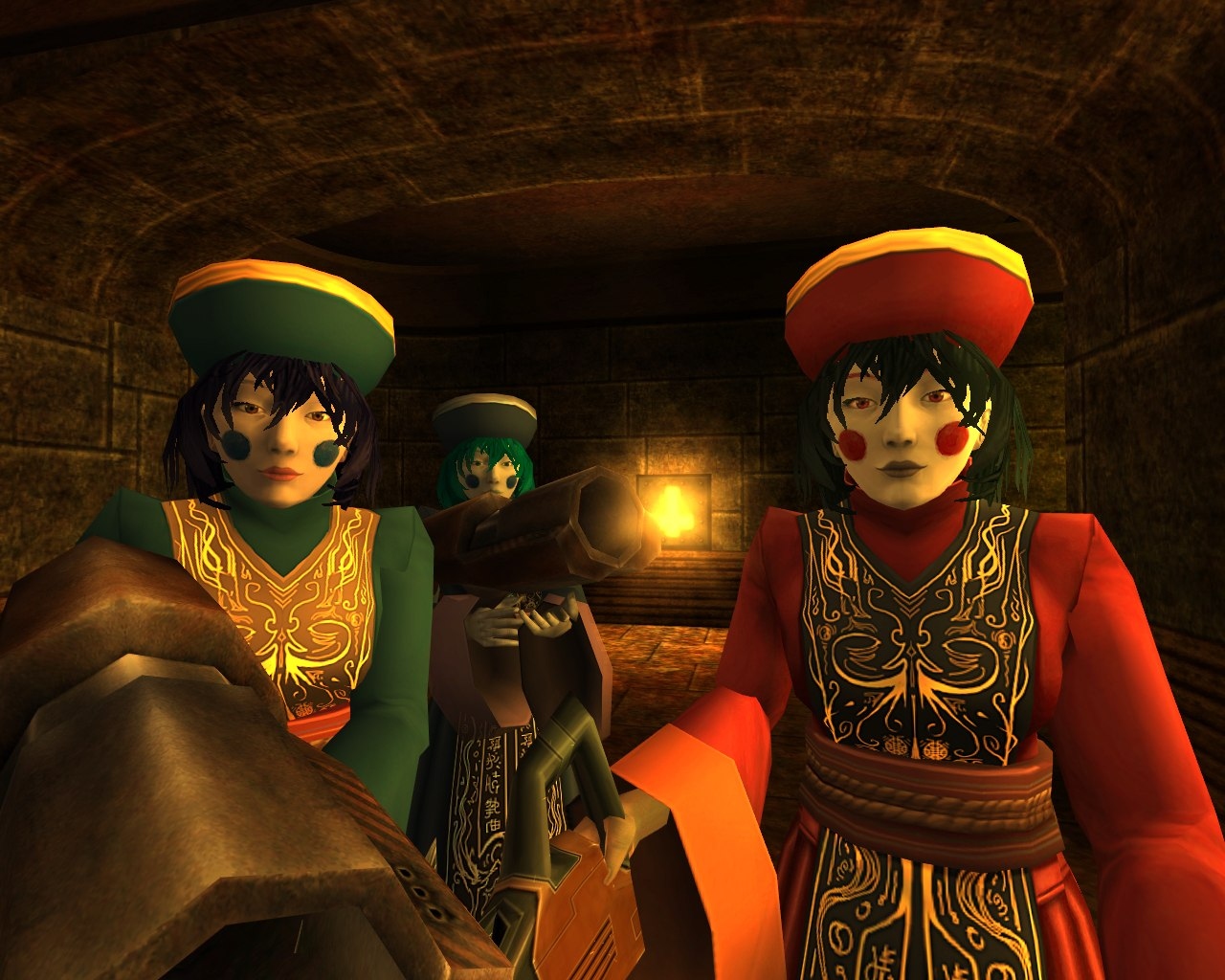
ゲーム「OpenArena」のキョンシー

### 漫画
- ニイハオ!キョンシーくん（斎藤栄一・雪室俊一、『月刊コロコロコミック』に連載）
- 霊幻キョンべえ（玉井たけし、『月刊コロコロコミック』に連載）
- どろろキョンちゃん（ぜんきよし、『わんぱっくコミック』に連載）
- キョンシー仙女（島居大介）
- グレイトフルデッド（久正人、『月刊マガジンZ』に連載。清朝末期の上海を舞台に、娼婦兼霊幻道士のコリンとキョンシーとの戦いを描く）
- ネクログ（熊倉隆敏、『月刊アフタヌーン』に連載。清もしくは中華民国が舞台。ヒロインの白杏がキョンシー。霊幻道士以前のそれにこだわった描写）
- 深く美しきアジア（鄭問、ヒロインの蝶子がキョンシー）
- シャーマンキング（武井宏之、『週刊少年ジャンプ』に連載。キョンシーを使役する道士の一族・道〈タオ〉家が登場）
- モンスター娘のいる日常（オカヤド、キョンシーの少女、シィシィが登場）
- ふだつきのキョーコちゃん（山本崇一朗、ヒロインの札月キョーコがキョンシー）
- 邪神ちゃんドロップキック（ユキヲ、魔界中国からやってきたキョンキョンと双子の姉ランランが登場）
- キョンシーX（倉薗紀彦、物語の世界で人を襲う凶暴な僵尸〈キョンシー〉として登場）[15]

### 歌
- 鬼新娘（作詞：郑国江、作曲：聂安达、歌：杰儿合唱团、『霊幻道士』挿入歌）
- CHINA（作詞：Jeff Brown、作曲：高中正義、編曲：高中正義、新川博、コーラス：矢野顕子、松任谷由実、『霊幻道士』イメージソング）
- 恋のキョンシーダンス（歌：SACHIKO、『霊幻道士』イメージソング）
- キョンシーのテーマ（歌：バンパイア・キッズ、『霊幻道士2 キョンシーの息子たち!』、『霊幻道士3 キョンシーの七不思議』イメージソング）
- キョンシーダンスのテーマ（作詞：苗村苗子、福田三月子、作曲：岩城一生、編曲：飛澤宏元、歌：尾崎仁美、『幽幻道士2』挿入歌）
- 瞬の蜃気楼（作詞：坂井恵理子、松葉みほ、作曲：岩城一生、編曲：飛澤宏元、歌：尾崎仁美、『幽幻道士2』イメージソング・エンディングテーマ）
- うわさのキョンシーたいそう（作詞：森雪之丞、作曲：菊池俊輔、歌：木の内もえみ、『ひらけ!ポンキッキ』挿入歌）
- キョンシー!!!（作詞：松本隆、作曲：細野晴臣、編曲：鷺巣詩郎、歌：秋山絵美、『来来!キョンシーズ』挿入歌）
- イーアル!キョンシー feat.好好!キョンシーガール（作詞：酒井健作、濱谷晃一、作曲：岩崎太整、編曲：高野政所a.k.a DJ JET BARON、歌：9nine、『好好!キョンシーガール〜東京電視台戦記〜』主題歌）
- ウトゥルサヌ（作詞：ORANGE RANGE　作曲：ORANGE RANGE　歌：ORANGE RANGE〈配信・レンタル限定曲〉）
- RTRT（Mili）